# Stadio Pino Zaccheria
Lo stadio Pino Zaccheria è lo stadio comunale di Foggia. Dal 1946 è intitolato alla memoria di Pino Zaccheria, valoroso sottotenente e atleta foggiano, pioniere della pallacanestro locale, che il 4 aprile 1941 perse la vita in combattimento sul fronte greco a Tirana.
Le caratteristiche dello stadio rispettano i criteri di classificazione UEFA per essere considerato di 3ª categoria.
Presenta due curve: la Curva Nord, intitolata alla memoria di Franco Mancini, ex portiere della squadra di calcio locale negli anni '80 e '90, e la Curva Sud, alla memoria di Piero La Salandra, tifoso rossonero scomparso.

## Storia
Lo stadio, inaugurato il 22 novembre 1925, sorge nelle vicinanze della Chiesa del Carmine, al Borgo Serpente, sul lato sinistro del Tiro a Segno Nazionale. Successivamente vennero costruiti un muro di cinta e una tribunetta in legno su via Ascoli e il 6 aprile 1928 l'amministrazione podestarile decreta l'istituzione del Campo Sportivo del Littorio.
Il 18 marzo 1931 la tribuna in legno venne sostituita da una tribuna coperta in cemento armato di circa 1 500 posti, progettata dall'ingegner Piero Marchini e inaugurata il 28 ottobre 1932.
Sei anni dopo, nel 1937 iniziarono i lavori di sostituzione della tribuna in legno con una struttura in cemento armato e grazie alla legge per il rifacimento dei danni di guerra vennero costruite anche le due curve con seguente inaugurazione della pista d'atletica il 30 aprile 1938.
All'inizio degli anni 1950, dopo la realizzazione del sottopassaggio, vennero avviati i lavori per la sistemazione dei nuovi spogliatoi e delle docce con conseguente ampliamento della capienza delle tribune e sostituzione del manto erboso un anno dopo.
Nel 1964, con il debutto in Serie A della squadra rossonera, viene ampliata la capienza complessiva superando i 20.000 posti a sedere ed eliminando la pista di atletica. L'anno successivo il terreno di gioco in sansa venne sostituito da quello in erba naturale.
Dieci anni dopo, nel 1974 venne costruita la nuova Tribuna Est, che poteva contenere 7 121 posti con successiva realizzazione di due nuove curve in cemento armato, nel 1980, capienti 5 871 posti (curva sud) e 5 846 (curva nord).
Verso la fine degli anni 1980, dopo aver rifatto il manto erboso e realizzato il nuovo impianto di illuminazione, il 22 settembre 1991 venne inaugurata la nuova Tribuna Ovest coperta (autorità, stampa, centralissima, centrale superiore, centrale inferiore, laterale superiore, laterale inferiore), capace di ospitare 6 247 posti a sedere seguito dall'installazione di seggiolini nel 1998.

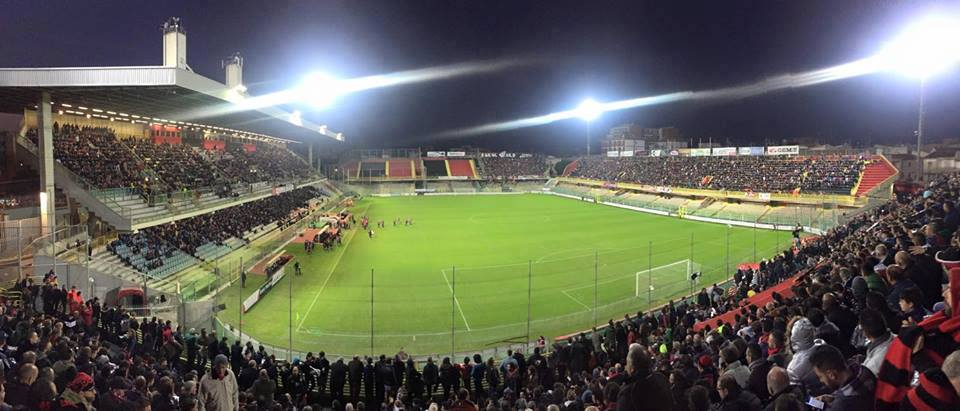
Panoramica completa dello stadio

A partire dagli anni 2010, dopo la conclusione della prima parte dei lavori di messa in sicurezza con i tornelli, abilitando lo stadio per una capienza di soli 7.500 posti, il 19 aprile 2012, la curva nord dello stadio venne intitolata a Francesco Mancini, ex portiere del Foggia di Zeman, scomparso il 30 marzo dello stesso anno.

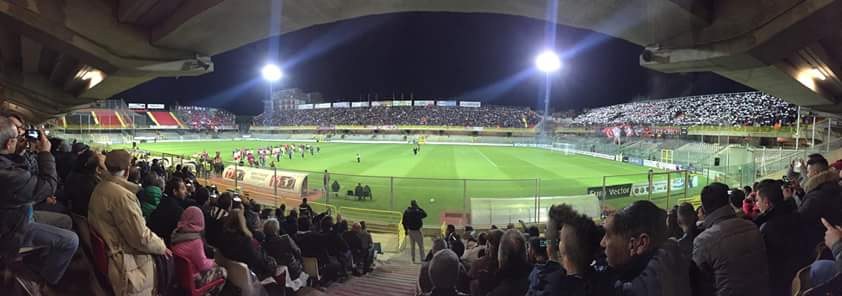
Lo stadio visto dalla Tribuna Centrale

Nell'ottobre 2015, poi, vennero colorati tutti i settori dello stadio con il rosso e nero tratti dallo stemma societario.
Nel maggio 2016 in occasione dei play off la capienza è stata aumentata provvisoriamente da 14 530 a 16 798.
Nell'estate 2017 dopo la promozione in Serie B del Foggia, vengono svolti diversi lavori, che riguardano la sostituzione delle vetrate che circondano il terreno di gioco per migliorare la visibilità del campo, la sostituzione dei seggiolini nei settori inferiori di Curva Sud, Curva Nord e Tribuna Est, l’allargamento della capienza della Curva Nord Foggia e l'installazione di un tabellone elettronico tra lo spazio "cuscinetto" tra il settore ospiti e la Curva Nord, inoltre per ordine pubblico fu diminuito l'anti-stadio della Curva Sud per aumentare quello della Tribuna Est (Gradinata), subito dopo furono installati nuovi tornelli per l'ingresso al settore.
Il 21 aprile 2018, in occasione del derby contro il Bari, vista la grande richiesta di biglietti da parte della tifoseria, la capienza aumentò di 1 778 posti, portando lo Zaccheria da 14 530 a 16 308 posti.
Tra la primavera e l’estate del 2022 vengono aggiunti i seggiolini nella parte superiore della Tribuna Est (Gradinata). I seggiolini sono rossoneri con inscritta la dicitura “Foggia” seguita dalle “Tre Fiammelle”, simbolo della Città di Foggia. 

## Eventi sportivi

### Calcio

#### Incontri della nazionale italiana
Lo stadio Pino Zaccheria è stato sede di un incontro della nazionale di calcio dell'Italia, valido per le qualificazioni al campionato d'Europa 1992 e disputato il 21 dicembre 1991 contro Cipro, terminato con il punteggio di 2-0 in favore degli Azzurri.

#### Coppa Mitropa 1992
Semifinali
Gare giocate il 27 maggio
| Squadra 1     | Risultato         | Squadra 2           |
| ------------- | ----------------- | ------------------- |
| Foggia Calcio | 1 - 1 2 - 4 (dcr) | Borac Banja Luka    |
| BVSC Budapest | 0 - 0 6 - 5 (dcr) | DAC Dunajská Streda |

Finale
| Arbitro: | Steindl |

| |                      |                                                                                       |
| Zoran Filipović 4’                                                                                              | Marcatori            | 67’ Frigyes Tuboly                                                                    |
| | Tiri di rigore 5 – 3 |                                                                                       |
| Simeunovic Malbasic (Kovacevic) Mataja Bilbija Djukic Kaltak Lipovac Sasivarevic Stavljanin Lj. Susic Filipovic | Formazioni           | Erdelyi Szavels Iszak Nikiforov Kroner Huszak Molnar Nahoczky Saveljev Tuboly Grascov |

#### Giochi del Mediterraneo 1997
Gruppo A
| Foggia 16 giugno 1997 | Libia | 2 – 2 | Slovenia | Stadio Pino Zaccheria |

| Arbitro: | Arsic |

|                     |           |           |
| Bulajič (aut.) Özat | Marcatori | Cimirotič |

Gruppo B
| Arbitro: | Celik Sabri |

|                                                |           |  |
| Ventola 13’ Baronio 61’ Iannuzzi 68’ Fiore 69’ | Marcatori |  |

Gruppo C
| Foggia 16 giugno 1997                                                                    | Grecia    | 4 – 1       | San Marino | Stadio Pino Zaccheria |
| \| \| \| \| \| Lakis 7’ Liberopoulos 16’, 50’ Kiassos 58’ \| Marcatori \| 90+1’ Selva \| |           |             |            |                       |
|                                                                                          |           |             |            |                       |
| Lakis 7’ Liberopoulos 16’, 50’ Kiassos 58’                                               | Marcatori | 90+1’ Selva |            |                       |

Finale 3º/4º Posto
| Foggia 25 giugno 1997                              | Grecia    | 1 – 0 | Spagna | Stadio Pino Zaccheria |
| \| \| \| \| \| Liberopoulos 86’ \| Marcatori \| \| |           |       |        |                       |
|                                                    |           |       |        |                       |
| Liberopoulos 86’                                   | Marcatori |       |        |                       |

## Caratteristiche
- Dimensione campo: metri 105×68
- Larghezza minima: metri 9,30
- Altezza s.l.m.: metri 78
- Orientamento: 30° nord-est
- Campo per destinazione, distanza minima ostacoli fissi: metri 2,50
- Separazione interna: Vetrate
- Tabellone elettronico: Si
- Tabellone: No
- Amplificazione sonora: si
- Campo preriscaldato: no
- Copertura: si
- Telone protezione campo: no
- Impianto TV circuito chiuso: si
- Parcheggio pubblico: si
- Parcheggio atleti: si
- Distanza max spettatori dal campo: metri 143
- Capienza totale: 25 085, omologati attuali 14 530
- Posti a sedere: 25 085, omologati attuali 14 530
- Posti in piedi: 0
- Tribuna autorità: 64
- Posti tribuna stampa: 146
- Posti tribuna centralissima: 510
- Posti tribuna centrale superiore: 1 165
- Posti tribuna laterale superiore: 1 080
- Posti tribuna centrale inferiore: 2 030
- Posti tribuna laterale inferiore: 1 252
- Posti tribuna est: 7 121
- Posti Curva Sud Foggia "Piero La Salandra": 5 871
- Posti Curva Nord Foggia "Franco Mancini": 5 846